# Grigore Constantinescu-Monteoru
Grigore Constantinescu-Monteoru (născut Grigore Stavri; n. 1831, Târgoviște, Țara Românească – d. 30 decembrie 1898, București, România) a fost un om de afaceri și politician român de origine greacă.

## Biografie
Provenit din familia unui luptător eterist – fost imigrant grec din Bulgaria și refugiat ulterior în România, a copilărit la Brăila. După moartea primei sale soții – Elena Perlea , s-a căsătorit pentru a doua oară în 1867 cu fiica unui boier, partener de afaceri din Lipia, de lângă Buzău.
Afacerile cu petrol
Reprezentant al marii burghezii, Grigore Monteoru a investit în domenii dintre cele mai diverse. Pe pământul primit ca zestre sau cumpărat de el însuși – mai ales de la moștenitorii lui Hagi Moscu, a descoperit petrol pe care a început să-l exploateze folosind cele mai înaintate mijloace tehnice de la acea vreme. În scurt timp, numărul sondelor de pe terenurile sale din județul Buzău, dar și din Prahova (Surani) a ajuns la peste o mie. De asemenea, a deschis și utilat o mină de petrol în Sărata Monteoru, unică și astăzi pe plan european, precum și două rafinării cu instalații și utilaje aduse din Germania. Pentru toate acestea, Grigore Monteoru este considerat primul explorator și exportator de petrol din județul Buzău.
Spre sfârșitul vieții a concesionat o parte din afacerile petroliere concernului austriac Offenheim & Singer, iar cu puțin timp înainte de a muri Societății Steaua Română, al cărei cofondator a fost.
Grigore Monteoru a murit în palatul său de pe Calea Victoriei din București în 1898, la vârsta de 67 de ani.
Afacerile cu terenuri
În afara moșiei Sărata, averea sa a mai cuprins moșia Stâlpu (cumpărată de la Ioan Filitti), moșia și pădurea Bisoca, moșia Joseni , terenurile petrolifere de la Berca, moșiile Surani și Căldărușani din Prahova, Clondiru, Balta Plopului și Crâng, pădurile de la Spătaru, Negoșina, Gura Teghii.
Investiții imobiliare
În anul 1872 a construit lângă fabrica sa de uleiuri minerale din comuna Stâlpu, gara numită mai târziu Băile Sărata Monteoru. Tot lui i se datorează întemeierea stațiunii balneare Sărata-Monteoru, cea mai mare stațiune de acest fel din județul Buzău. La Sărata – localitate care ulterior și-a schimbat numele pentru a-l cuprinde și pe al lui, Grigore Monteoru a construit o biserică, o școală primară, o școală de meserii, localul primăriei, un spital, o farmacie, un oficiu poștal, locuințe pentru personalul angajat la sonde și la mina de petrol, toate acestea pe terenuri deținute de familia sa. La inaugurarea stațiunii – care a avut loc la 1 iulie 1895, băile aveau pe lângă cele două hoteluri și un cazinou – edificate după planurile arhitectului german Eduard Honzik de constructori italieni din regiunea Veneto, și un stabiliment balnear pentru băi calde și reci, dotat cu instalații si băi aduse din Anglia. Ulterior, aici a fost construit și un al treilea hotel cu 120 de camere. O atracție era reprezentată aici de către bazinele în aer liber cu apă sărată, ștrandul vechi, precum și parcul de aproape 16 hectare în care au fost plantate multe specii exotice, plante subtropicale aduse și aclimatizate de Grigore Monteoru în serele aflate în grădina din jurul propriului său castel.
Implicarea politică
Pe lângă activitățile economice, Grigore Monteoru este cel care a înființat în anul 1876 organizația de la Buzău a partidului liberal, al carei președinte a fost până la moarte. În anul 1890 a înființat filiala de la Buzău a Ligii Culturale. Grigore Monteoru a activat ca politician în Partidul Național Liberal, din partea căruia a fost ales deputat și senator aproape neîntrerupt între anii 1876-1898.